# (Everything I Do) I Do It for You
«(Everything I Do) I Do It for You» (Todo lo que hago, lo hago por ti, en español) es una balada de Bryan Adams, cantante canadiense de rock. La canción fue un gran éxito convirtiéndose en uno de los más vendidos mundialmente. Fue el primer lugar en 30 países, incluyendo el Reino Unido (durante dieciséis semanas) y los Estados Unidos durante siete semanas.
También encabezó la lista de ventas en Europa durante dieciocho semanas seguidas. En Estados Unidos, encabezó la lista Billboard Hot 100, que combina las emisiones radiofónicas y las ventas, durante siete semanas, pero se mantuvo en el número uno durante diecisiete semanas consecutivas en la lista de ventas. Posteriormente vendió más de 15 millones de copias en todo el mundo, lo que la convirtió en la canción de más éxito de Adams y en uno de los sencillos más vendidos de todos los tiempos. La canción ha sido versionada por muchos cantantes y artistas.
En el Reino Unido, «(Everything I Do) I Do It for You» fue la canción que más tiempo permaneció ininterrumpidamente en el número uno, con dieciséis semanas consecutivas en el primer puesto de la UK Singles Chart, desde el 7 de julio de 1991 hasta el 27 de octubre, cuando cayó al número cuatro. Superó el récord de once semanas establecido por el éxito de Slim Whitman «Rose Marie» en 1955. También encabezó la lista de ventas en Europa durante dieciocho semanas seguidas, lo que sigue siendo un récord histórico, y la lista de radios europeas durante diez semanas.
La canción ocupó el puesto 18 en una encuesta en el año 2002 sobre las canciones favoritas de los lectores británicos del Libro Guinness de los Récords.
Es parte de la banda sonora de la película Robin Hood, príncipe de los ladrones, con Kevin Costner, Mary Elizabeth Mastrantonio y Morgan Freeman.
Existe una versión en finés y en español lanzada para Latinoamérica.

## Lista de temas
1. "(Everything I Do) I Do It for You"
2. "U Don't Know Me (Like U Used To)"
3. "Have You Ever?" (Soul Shank remix)

## Otras versiones
La artista estadounidense Brandy, en 1998 estrenó una versión que viene incluida en su disco Never Say Never.
La misma también fue versionada por el personaje de Stewie Griffin interpretado por Seth McFarlane en la serie 'Padre de familia' (Family Guy) en el capítulo 7 de la séptima temporada llamado Ocean's Three and a Half.
El cantante argentino Adrián Barilari grabó la versión en español titulada "Todo lo que hago, lo hago por ti en el año 2005, esta versión también fue grabada por la cantante mexicana Yuridia para su álbum Habla el corazón en 2006.
El saxofonista estadounidense Kenny G grabó una versión de este tema a dueto con la cantante y actriz estadounidense LeAnn Rimes para su álbum titulado At Last...The Duets Album en 2004.

## Posicionamiento en listas
| Lista (1991)                                      | Mejor Posición |
| ------------------------------------------------- | -------------- |
| Alemania (Offizielle Deutsche Charts)             | 1              |
| Australia (ARIA)                                  | 1              |
| Austria (Ö3 Austria Top 40)                       | 1              |
| Bélgica (VRT Top 30 Flanders)                     | 1              |
| Canadá (RPM Adult Contemporary)                   | 1              |
| Canadá (RPM Top Singles)                          | 1              |
| Dinamarca (IFPI)                                  | 1              |
| España (AFYVE)                                    | 4              |
| Estados Unidos (Billboard Hot 100)                | 1              |
| Estados Unidos (Billboard Hot Adult Contemporary) | 1              |
| Europa (Eurochart Hot 100)                        | 1              |
| Finlandia (Suomen virallinen lista)               | 1              |
| Francia (SNEP)                                    | 1              |
| Irlanda (IRMA)                                    | 1              |
| Italia (FIMI)                                     | 1              |
| Nueva Zelanda (Recorded Music NZ)                 | 1              |
| Noruega (VG-lista)                                | 1              |
| Países Bajos (Dutch Top 40)                       | 1              |
| Reino Unido (The Official Charts Company)         | 1              |
| Suecia (Sverigetopplistan)                        | 1              |
| Suiza (Schweizer Hitparade)                       | 1              |